# Droits LGBT en Allemagne
Les personnes lesbiennes, gays, bisexuelles et transgenres (LGBT) en Allemagne ont fait face à des difficultés légales et autres que ne connaissaient pas les résidents non LGBT. La situation législative est aujourd'hui très favorable aux droits des personnes LGBT, mais des difficultés légales et autres existent toujours.
Bien que l'Allemagne soit à présent un pays relativement ouvert quant aux droits des personnes LGBT, ceux-ci ont été dans le passé marqués par une législation discriminatoire et des mesures de persécution, particulièrement à l'époque du nazisme et au cours des deux premières décennies après la création de l'Allemagne de l'Ouest. Aujourd'hui légale, l'homosexualité est majoritairement acceptée par la société allemande, notamment dans les grandes villes du pays, comme Berlin, Munich ou Cologne.
Le 1er septembre 2001, les couples de même sexe obtiennent la possibilité de signer un partenariat enregistré (en allemand : Eingetragene Lebenspartnerschaft) reconnu dans la plupart des domaines du droit allemand. Le 30 juin 2017, un vote du Bundestag légalise le mariage homosexuel, qui entre en vigueur le 1er octobre suivant.

## Histoire

### Empire allemand
Durant la période de l'Empire allemand, les homosexuels, en raison des convictions morales dominantes, se voient mis au ban de la société.
Le 15 mai 1871, l'introduction du paragraphe 175 dans la législation rend les actes sexuels entre hommes punissables sur l'ensemble du territoire.
Le 15 mai 1897, Magnus Hirschfeld, Max Spohr (en), Eduard Oberg (de) et Franz Joseph von Bülow (en) fondent la première association homosexuelle au monde : le Comité scientifique humanitaire (en allemand : Wissenschaftlich-humanitäre Komitee, WhK) ayant pour principal objectif la lutte en faveur de la dépénalisation de l'homosexualité (abandon du paragraphe 175).
En 1898, le chef du Parti social-démocrate d'Allemagne (SPD), August Bebel, signataire de la première pétition du WhK[Quand ?], met en lumière le fait que la police berlinoise établit des listes de personnes homosexuelles.
Entre 1907 et 1909, une série de décisions de justice pour comportements homosexuels sont prises, dont notamment envers des membres du cabinet de l'empereur Guillaume II.
L'affaire Harden-Eulenburg symbolise la répression de l'homosexualité sous le second Reich allemand et reste le différend le plus marquant de cette période.

### République de Weimar
En 1919, l'institut de sexologie fondé par Magnus Hirschfeld collabore étroitement avec le Comité scientifique humanitaire et reprend les théories de celui-ci.
Le 26 octobre 1921, le philosophe et juriste allemand Gustav Radbruch (SPD) devient ministre de la justice impériale. Signataire de la pétition visant à la suppression du paragraphe 175, il s'efforce sans succès de tenir « une simple homosexualité » impunie.

### Troisième Reich (1933-1945)

Triangles roses utilisés pour marquer les hommes homosexuels dans le système concentrationnaire nazi.

Ne pouvant être en mesure de « contribuer à la reproduction de la race des seigneurs »[réf. nécessaire], les homosexuels se voient placés à l'opposé de l'idéologie nationale-socialiste.
Les homosexuels se voient, après avoir purgé une peine d'emprisonnement, en majorité, déportés en camps de concentration, où ils portent un triangle rose.
Les lesbiennes ne font pas l'objet de persécutions sur fondement de leur orientation sexuelle, mais sur leur engagement politique (implication auprès de la résistance communiste) ou de leur judaïté.[Information douteuse]
L'homosexuel Ernst Röhm, chef de la Sturmabteilung (section d'assaut) est au début protégé par Adolf Hitler, mais lors de la nuit des longs couteaux, il est assassiné sur ordre du Führer, car son homosexualité est jugée nuisible. Adolf Hitler, chef de l'Allemagne nazie, considère l'homosexualité comme étant « un comportement dégénéré représentant une menace pour les performances de l'État et le caractère viril du peuple allemand ».
Le paragraphe 175 est alourdi par l'élévation de la peine maximale, passant ainsi de six mois à cinq ans de prison. Le nouveau paragraphe 175a stipule pour « les cas les plus graves », une peine allant d'un an à dix ans d'emprisonnement.
Le 10 juin 1936, un organe de la lutte contre l'homosexualité est fondé. Il recueille des données sur la population homosexuelle dans l'ensemble du Reich allemand. Jusqu'à la fin de la guerre, cette « liste rose » référence jusqu'à 100 000 noms d'hommes à l'homosexualité supposée ou ayant d'ores et déjà fait l'objet d'une condamnation.
Les hommes homosexuels en maison de détention, en prison, mais aussi dans les camps de concentration, deviennent sous la contrainte de la torture et de sévices, des « volontaires » à la castration.
Au sein du camp de concentration de Buchenwald, en 1944, des expérimentions médicales sur des hommes homosexuels sont réalisées par le docteur Carl Vaernet dans le but de les « guérir ». Celui-ci implante à ses victimes des glandes d'hormones artificielles dans la région inguinale par la transmission permanente d'hormones masculines afin de « pouvoir les conduire à l'hétérosexualité ».
42 000 personnes sont victimes du paragraphe 175 pendant le Troisième Reich.

### République démocratique allemande (1949-1990)
Le paragraphe 175 du code pénal (StGB), hérité de l'Empire allemand en 1872, puis des nazis, ces derniers l'ayant renforcé en 1935, est conservé en 1957 sous le régime de la République démocratique allemande, en restreignant les actes sexuels impliquant des jeunes de moins de 21 ans. Le régime communiste est-allemand considère l'homosexualité comme « cancer de l'homme capitaliste » ou encore comme « fardeau de la bourgeoisie »[réf. nécessaire].
L’homosexualité est légalisée en 1967 par l'abolition de l'article 175. Cette mesure entre en vigueur l'année suivante ; il faut toutefois noter que la RDA appliquait auparavant la version du texte d'avant 1935. L'âge de la majorité sexuelle est fixé à 18 ans.
En 1989, la Chambre du peuple (Volkskamer) de la République démocratique allemande abroge définitivement sa législation spéciale dirigée contre l'homosexualité (le paragraphe 175) et l'âge de la majorité sexuelle est fixé, à l'instar des relations hétérosexuelles, à 14 ans.
Cette mesure restera valable juridiquement dans les nouveaux länder jusqu'au 9 mars 1994, où s'opère durant ce temps, une division significative sur l'âge de la majorité sexuelle (18 ans à l'Ouest d'après le paragraphe 175, contre 14 ans à l'Est).

### République fédérale d'Allemagne (depuis 1949)
Dès sa proclamation au cours de l'année 1949, les actes homosexuels font, en République fédérale d'Allemagne, l'objet de persécutions et de condamnations. « On les traquait, on les chassait de leur travail, on interrogeait leurs collègues, leurs amis et les membres de leur famille », indique le quotidien Süddeutsche Zeitung.
Le 10 mai 1957, la Cour constitutionnelle statue, comme suit, que « l'activité homosexuelle viole clairement les us et coutumes du pays. Ainsi, les homosexuels ne peuvent pas se référer au droit garanti par la loi constitutionnelle sur le développement libre de la personnalité [...] ». Elle qualifie l'homosexualité de « comportement sexuel débridé » mais est plus indulgente envers les femmes homosexuelles, considérées comme « passives ».
Entre les années 1950 et 1960, 50 000 homosexuels sont amenés devant les tribunaux de la RFA en vertu du paragraphe 175, non abrogé.
Les rapports sexuels entre hommes sont dépénalisés et légalisés en 1969 (le paragraphe 175 est donc abrogé) et la majorité sexuelle fixée à 21 ans, puis 18 ans en 1973. Une dernière discrimination sur l'âge de la majorité sexuelle est levée en 1994.
Malgré cette dépénalisation, la collecte policière de données relatives aux personnes homosexuelles se poursuit avec la tenue de listes rose.
Le manuel de criminologie voit encore en 1978, la tenue de fiches pour motif d'homosexualité comme étant nécessaire dans les tâches de protection policière à exécuter.
Plus de 50 000 hommes ont été condamnés et 100 000 procédures d'enquête ont été ouvertes, en application du paragraphe 175 entre 1949 et 1990.
En 1994, le Bundestag proclame l'abrogation du paragraphe 175 et la majorité sexuelle passe de 14 (dans les nouveaux länder allemands) à 16 ans, dans le cadre du processus de réalignement juridique s'opérant à la suite de la réunification allemande de 1990.
La fin des années 1990, voit porter en Allemagne, la revendication en faveur d'une reconnaissance sociale pour les couples de même sexe débouchant en février 2001 sur la création d'un partenariat enregistré.
En mars 2017, les 50 000 personnes poursuivies pour homosexualité sous la RFA sont réhabilitées par décision du conseil des ministres. Le texte doit encore être approuvé par le Bundestag. Il prévoit l'annulation des condamnations prononcées, 3 000 euros d'indemnisation par personne et 1 500 euros par année de détention. Le ministre de la Justice Heiko Maas a également annoncé un financement de 500 000 euros pour une fondation chargée du travail de mémoire.
Le mariage homosexuel en Allemagne est légalisé et ouvert en octobre 2017. C'est l'un des derniers pays à le faire en Europe de l'Ouest.

## Opinion publique
En 2013, un sondage mené par l'Agence des droits fondamentaux de l'Union européenne révèle qu'en Allemagne :
- 46 % des personnes LGBT interrogées se sont senties discriminées au cours de l'année précédant le sondage ;
- 68 % ont souvent ou toujours dissimulé leur identité sexuelle à l'école ;
- 6 % ont fait l'objet d'une agression physique ou sexuelle durant l'année précédant le sondage ;
- Seulement 4 % des couples de même sexe déclarent oser se tenir la main dans les lieux publics, tandis que 68 % des couples hétérosexuels indiquaient le faire.

Selon l'Eurobaromètre de décembre 2006, 52 % des Allemands sont favorables à l'autorisation du mariage homosexuel dans l'Union européenne. Cela classe l'Allemagne à la septième place, et au-dessus de la moyenne européenne (44 %).
À la suite du jugement du Tribunal constitutionnel fédéral de février 2013 permettant à un individu d'adopter l'enfant de son partenaire de même sexe, un sondage du magazine Stern pose que, 74 % des Allemands sont favorables à d'une égalisation des statuts entre le partenariat enregistré et le mariage civil, 23 % s'y opposent et 3 % ne se prononcent pas. Parmi les électeurs des partis politiques représentés au Bundestag, les plus favorables à cette égalisation se trouvent parmi les électeurs de l'Alliance 90 / Les Verts (86 %), puis ceux du SPD (82 %), du FDP (71 %), de Die Linke (70 %) et de la CDU (64 %).

## Politique

### Droit d'adoption des couples LGBT
L'autorisation conjointe n'est pas autorisée aux couples homosexuels ayant contracté un partenariat enregistré. Seule l'adoption par le beau-parent est autorisée.
En février 2013, la cour suprême statue que l'interdiction d'une deuxième adoption successive est anticonstitutionnelle.[pas clair]

### Lois anti-discriminations
En tant que signataire du traité d'Amsterdam, l'Allemagne se voit obligée de revoir sa législation relatives aux mesures anti-discriminatoires dans les domaines de l'emploi et du travail. Celle-ci[Qui ?] est établie dans le cadre de la directive de l'Union européenne 2000/78 et doit être transposée avant décembre 2003. En raison de l'absence d'unanimité dans la coalition gouvernementale de l'époque[Laquelle ?] et des lobbys de travail du côté des groupements économiques[pas clair] et de l'Église, un projet de loi n'est déposé qu'au tournant de l'année 2004-2005 et voté au début de l'année 2005 par le Bundestag. Le 18 août 2006 l'Allemagne remplit les prescriptions de l'Union européenne avec le vote de la loi sur l'égalité de traitement pour tous. La loi dépasse même les exigences de l'Union européenne, dans la mesure où celle-ci interdit toutes formes de discrimination dans le droit du travail, mais aussi dans le droit civil.
D'un autre côté, il existe des réserves[Qui ?], quant à savoir si la loi remplit bien ne serait-ce que les exigences fixées par l'Union européenne dans d'autres domaines comme sur le fait que la protection contre le licenciement ne soit pas statuée par la loi de traitement équitable pour tous mais par la loi relative à la protection et à l'encadrement du licenciement[pas clair].
Bien avant que ne soit promulguée cette loi, certains Länder disposent déjà d'une législation prohibant les discriminations. Berlin depuis 1995, le Brandebourg depuis 1992 et la Thuringe depuis 1993, intègrent à leur constitutions respectives des mesures antidiscriminatoires. En Saxe-Anhalt, la discrimination ayant pour fondement l'identité sexuelle y est interdite dans la Fonction publique depuis 1997.

### Bundeswehr
La Bundeswehr, n'exclut pas les homosexuels de ses rangs. Cela est le cas avant 2011, alors que le service militaire est obligatoire, comme à présent en tant que militaire servant, dans le cadre du service volontaire, ou en tant que réserviste ou gradé.[réf. nécessaire]
Néanmoins, jusqu'en l'an 2000, il est impossible aux homosexuels d'accéder au rang d'officier. Lorsque rendue publique, l'homosexualité pouvait entraîner la mise à la retraite forcée des militaires concernés.[Quand ?][réf. nécessaire]

### Droits des personnes trans, non-binaires et intersexes
En 2008, la cour constitutionnelle de Karlsruhe établit que le changement de sexe d'un époux ne peut être un motif d'annulation de mariage. En 2009, la cour d'appel de Cologne décide qu'une femme trans peut officiellement rester le « père » de ses enfants eus avant la modification de son identité sexuelle. À partir du 1er novembre 2013, un enfant peut être déclaré de sexe « neutre » à la naissance, lorsque le nouveau-né présente une ambiguïté sexuelle biologique, mais les associations intersexes considèrent ce type de loi stigmatisante et contre-productive, d'autant que les enfants ne sont pas protégés des chirurgies mutilantes (voir l'article Intersexuation pour plus de détails). Cette loi simplifie néanmoins la procédure de changement d'état civil pour les personnes intersexes, et les associations voudraient qu'elle soit étendue aux personnes trans. En 2024, une loi simplifie la procédure de changement d'état civil, y compris pour des personnes mineures trans.

## Tableau récapitulatif
| Dépénalisation de l’homosexualité                                                   | (Depuis 1968 Allemagne de l'Est / 1969 Allemagne de l'Ouest pour l'homosexualité masculine) (Homosexualité féminine jamais pénalisée)                  |
| Majorité sexuelle identique à celle des hétérosexuels                               | (Depuis 1989 Allemagne de l'Est / 1994 dans le reste de l’Allemagne pour l'homosexualité masculine) (Toujours identique pour l'homosexualité féminine) |
| Interdiction de la discrimination liée à l'orientation sexuelle à l'embauche        | (Depuis 2006) |
| Interdiction de la discrimination liée à l'identité de genre dans tous les domaines | Oui |
| Mariage civil                                                                       | (Depuis 2017) |
| Partenariat civil                                                                   | (2001-2017) |
| Adoption conjointe dans les couples de personnes de même sexe                       | (Depuis 2017) |
| Adoption par les personnes homosexuelles célibataires                               | (Depuis 2005) |
| Droit pour les gays de servir dans l’armée                                          | (Depuis 2000) |
| Droit de changer légalement de genre                                                | (Depuis 1981)) |
| Accès aux FIV pour les lesbiennes                                                   | Oui |
| Autorisation du don de sang pour les HSH                                            | (Depuis 2017) (condition 12 mois d'abstinence) |
| Interdiction de la « thérapie de conversion »                                       | Oui (Depuis 2020) |